# أكناشن
أكناشين (الأرمينية: Ակնաշեն، بالحروف اللاتينية أيضًا باسم Aknachen ؛ حتى عام 1978، خاتونارخ فيرين، فيرين خاتونارخ، وخاتونارخ، (بالروسية أيضًا باسم فيرخني خاتونارخ) هي مدينة في مقاطعة أرمافير في أرمينيا. تُخصص كنيسة المدينة للقديس بارثولوميو؛ ويوجد بالقرب منها أطلال مبنى يعود تاريخه إلى القرن الثامن.

## علم الآثار
أُكتشفت أدلة من بقايا متفحمة ومخلفات معالجة المحاصيل في مستوطنات العصر الحجري الحديث في أراتاشين وأكناشين. تقع هذه المستوطنات قريبة من بعضها البعض. نُقب عن مستوطنة عمرها 8000 عام في أكناشين
تقع أكناشن في حوض نهر سيف جور (ميتسامور) ( بالفرنسية: Metsamor (rivière))، على ارتفاع 900 متر فوق مستوى سطح البحر. نُقب فيه من قبل RM Torosyan في الفترة من 1969 إلى 1982. تمثل الطبقة الثقافية المتأخرة من العصر الحجري الحديث " أراتاشين-شولافيري-شوموتيبي" بواسطة Horizons II–V. تقع هذه المنطقة مباشرة تحت طبقة العصر النحاسي، ويرجع تاريخها إلى النصف الأول من الألفية السادسة قبل الميلاد.
أُكتشفت أحجار صغيرة هندسية من حجر السج في أكناشين، وهو أمر غير معتاد إلى حد ما بالنسبة لمواقع شولافيري-شومو.
وفقا للحفارات،
"... الأفق السابع المحدد [في أكناشين]، المنفصل عن الآفاق العلوية لثقافة "أراتاشين-شولافيري-شوموتيبي" بفجوة، والذي يسبق العصر الحجري الحديث المتأخر طبقيًا وزمنيًا، يملأ جزئيًا الفجوة بين مواقع الهولوسين المبكر ومستوطنات ثقافة "أراتاشين-شولافيري-شوموتيبي".
وفي الأبحاث الحديثة، أصبحت الروابط بين أكناشن وحوض كورا الأوسط واضحة، وكذلك الروابط مع ثقافة شولافيري-شومو. بدأت المرحلة الأولى من الأفق السابع في عام 5950 قبل الميلاد. وقد عُثر هناك على بعض الفخار المستورد. تظهر الفخاريات المحلية في الأفق الخامس، حوالي عام 5800 قبل الميلاد.

## المواقع الخارجية
- مستوطنة أكناشين التي تعود إلى العصر الحجري الحديث (وادي أرارات، أرمينيا)
- Report of the results of the 2001 Armenian Census

قالب:Armavir